# جبل جليدي

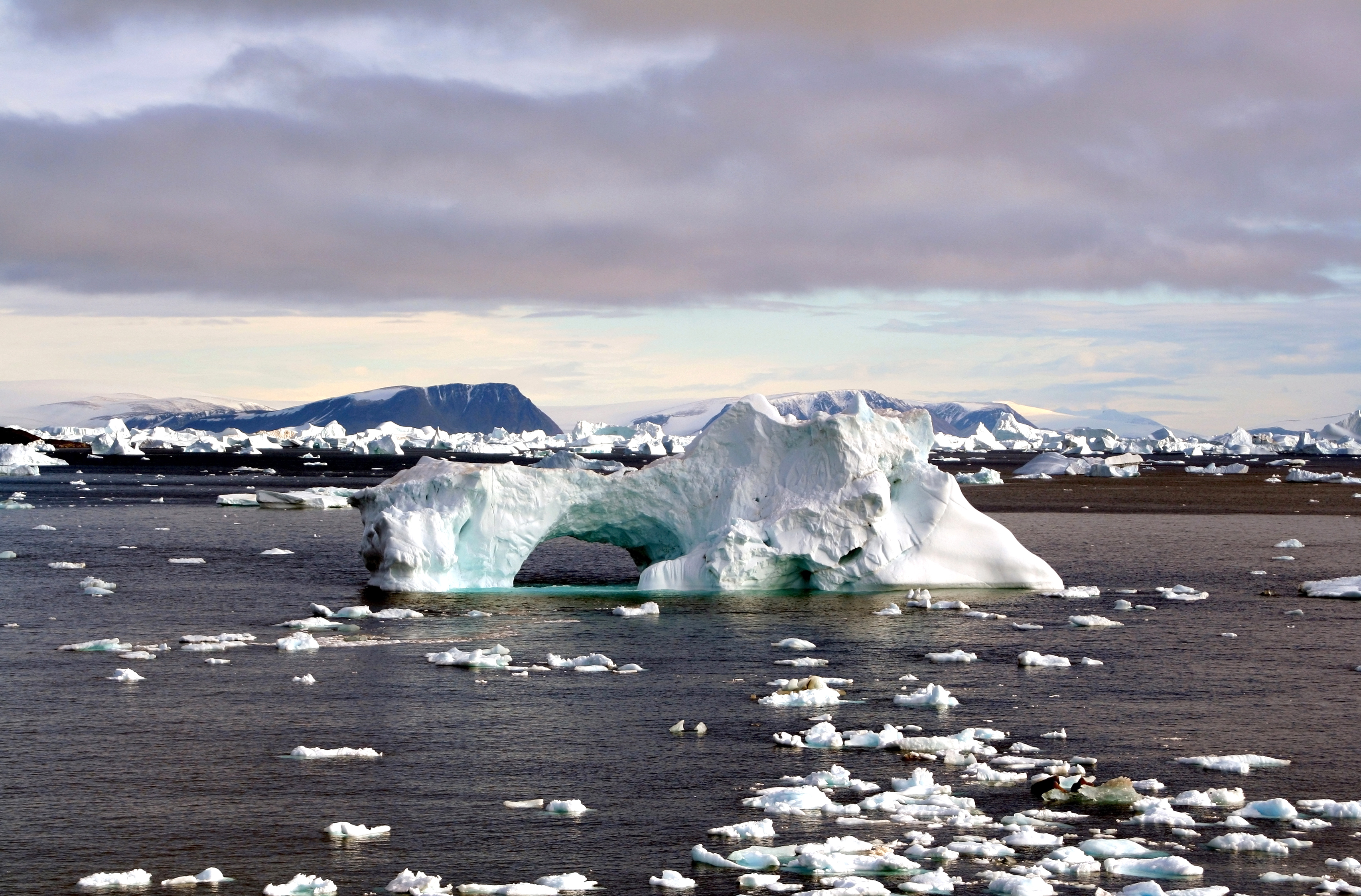
كتلة جليدية, جرينلاند

جبل الجليد أو الجبل الجليدي أو الكتلة الجليدية أو الجِبْلِيدُ (نحت: جبل جليدي، الجمع: جَبَالِيدٌ) و(بالإنجليزية: Iceberg)‏ هي كتل ضخمة من الجليد، انفصلت عن أطراف إحدى المثالج، ثم انسلت إلى مياه المحيط. وتتكون من مياه عذبة متجمدة. وغالبًا ما تحمل الجبال الجليدية ولمسافات طويلة أحجارًا ضخمة، وكميات من الحصى جلبتها من المنشأ على اليابسة، وعندما يذوب الجبل الجليدي تستقر هذه الحمولة في قاع البحر. وتمثل هذه الظاهرة مع الضباب أكبر خطر طبيعي على السفن.

## شمال المحيط الأطلسي
تأتي الجبال الجليدية في شمالي المحيط الأطلسي من جزيرة جرينلاند، حيث تغطي الجزيرة تقريبا مثلجة (نهر جليدي) ضخمة تبلغ مساحتها نحو 1,834,000كم²، ويصل متوسط سُمكها 1,500م، ويمتد منها لسانان إلى البحر. ونظراً لوجود الشقوق الجليدية وأمواج البحر الهائج، تنفصل الجبال الجليدية عن اللسانين. ويرافق بداية توسع الشقوق الجليدية أصواتٌ كأصوات الانفجارات الضخمة والرعد. وإذا سقطت إحدى هذه الجبال الجليدية في خليج ضيق مقفل فإنها تسبب أمواجًا عالية.

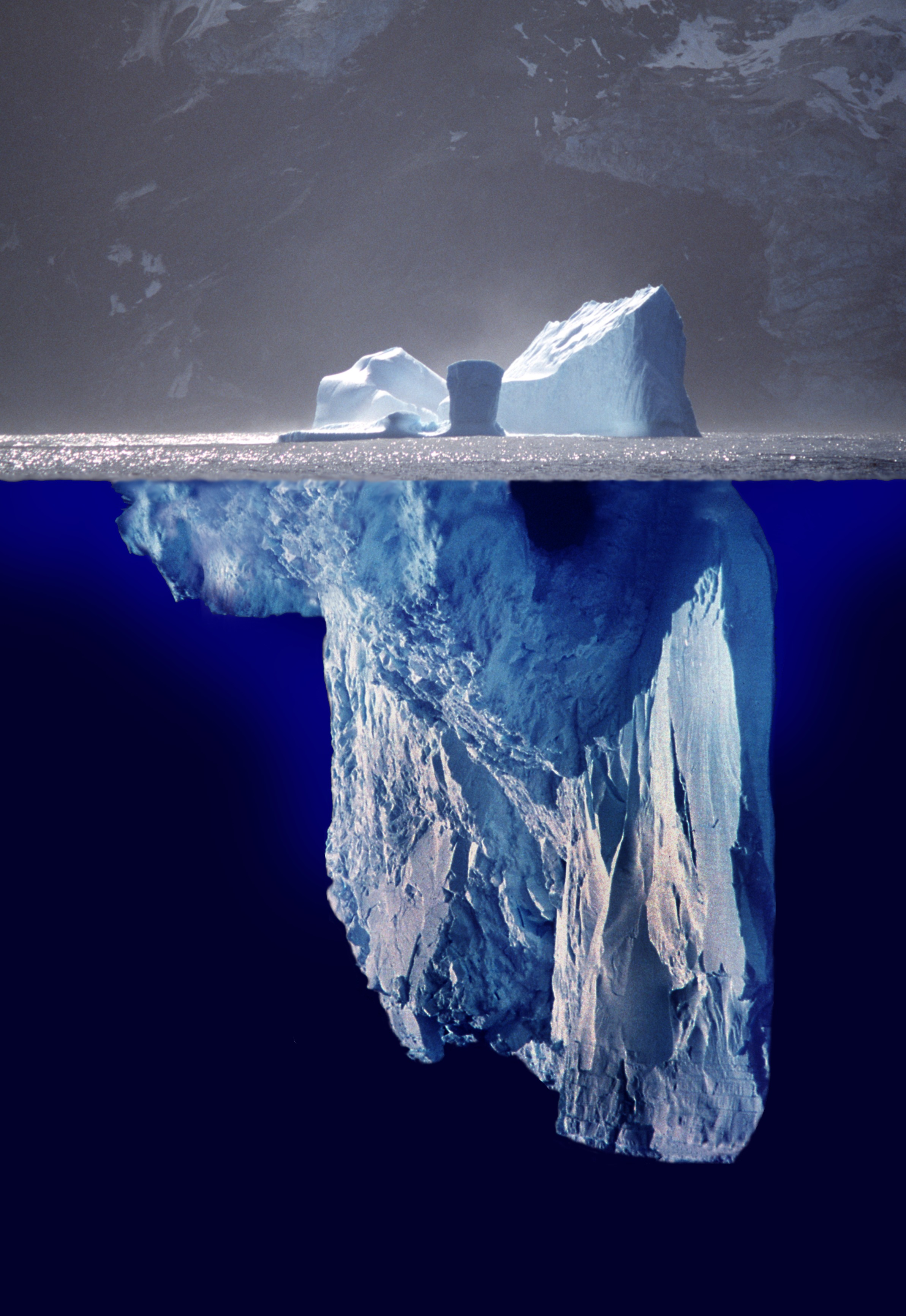
صورة مركبة لكتلة جليدية متحركة

تسير الجبال الجليدية شمالي الأطلسي، عبر خليج بافن ومضيق ديفز، إلى ساحل لبرادور بكندا، ويصل بعضها إلى المحيط الأطلسي، بتأثير تيار لبرادور عبر سواحل نيوفنلند.
وفي هذا الجزء من المحيط الأطلسي تذوب القاعدة بسبب أشعة الشمس ومياه المحيط الدافئة. ويمكن أن تنفصل أجزاء من هذه الجبال الجليدية على شكل نتف جليدية بحجم البيت تقريبا. أو أنها تنفصل عنها أجزاء أصــغر تسمى رضمات. وسميت هذه القطع بهذا الاسم بسبب الصوت الذي يصاحب طفوها فوق الأمواج. وتختفي جميع الجبال الجليدية تماما على بعد 650 كم جنوبي نيوفنلند.
تغص خطوط الملاحة البحرية شمالي الأطلسي بالجبال الجليدية خلال شهور أبريل ومايو ويوليو، مما يدعو السفن إلى تغيير مسارها إلى الجنوب من تلك الخطوط.

## القطبي الجنوبي
في الأنتاركتيكا تنفصل العديد من الجبال الجليدية عن الغطاء الجليدي للقارة القطبية الجنوبية، وبعض هذه الجبال أكبر من تلك الموجودة شمال الأطلسي بعدة مرات. إذ يصل اُقصى طول لأضخمها 320 كم، وأقصى عرض 97 كم، وتغطي هذه الكتل الجليدية مساحة تقدر بحوالي 13 ألف كم²، وغالبية الجبال الجليدية في هذه المنطقة هي من فئة 16 كم طولا. وبالمقابل فان أطول جبل جليدي أمكن قياسه شمالي الأطلسي هو بطول 4,6 كم.